# SYSTEM357
SYSTEM357（システム357）は、ソニー・コンピュータエンタテインメント（現 ソニー・インタラクティブエンタテインメント）が開発したPlayStation 3ベースの互換基板にバンダイナムコゲームス（後のバンダイナムコエンターテインメント）が開発したI/O基板を組み合わせた構成のアーケードゲーム基板。PlayStation 3の売りである高精細なHD映像を出力することができ、またJAMMAビデオ規格に準拠しているため汎用筐体に搭載することができる。
SYSTEM369（システム369）は、「SYSTEM357」の上位基板として、メモリを同容量に据え置きながらも性能向上が図られている。

## 主なタイトル
（発売元は全てバンダイナムコゲームス）

### 発売されたタイトル
- 鉄拳6（2007年11月26日）
- 鉄拳6 BLOODLINE REBELLION（2008年12月18日）
- レイジングストーム（2009年3月18日）[1]
- デッドストームパイレーツ（2010年4月8日）
- 機動戦士ガンダム エクストリームバーサス（2010年9月28日）[2]
- ドラゴンボール ZENKAIバトルロイヤル（2011年5月25日）
- 太鼓の達人（2011年11月16日〜2020年3月23日）
- 機動戦士ガンダム エクストリームバーサス フルブースト（2012年4月5日）
- 機動戦士ガンダム エクストリームバーサス マキシブースト（2014年3月6日）